# Comuna Tarasivka, Pervomaisk
Tarasivka (în ucraineană Тарасівка) este o comună în raionul Pervomaisk, regiunea Mîkolaiiv, Ucraina, formată din satele Bandurka, Lozuvatka, Șevcenko, Svitoci și Tarasivka (reședința).

## Demografie
Componența lingvistică a comunei Tarasivka
     Ucraineană (90,2%)
     Română (4,63%)
     Rusă (2,94%)
     Alte limbi (0,45%)
Conform recensământului din 2001, majoritatea populației comunei Tarasivka era vorbitoare de ucraineană (90,2%), existând în minoritate și vorbitori de română (4,63%), rusă (2,94%) și armeană (1,52%).